# 함양 백천리 고분군
함양 백천리 고분군(咸陽 白川里 古墳群)은 대한민국 경상남도 함양군 함양읍 백천리에 있는 무덤이다. 1997년 12월 31일 경상남도의 기념물 제171호로 지정되었다.

## 개요
백천리 척지마을 남계천 옆의 낮은 구릉지대에 분포한 가야시대의 무덤들이다.
발견된 무덤의 수는 무덤 5기와 그 주변에 있는 작은 구덩식돌덧널무덤(수혈식석곽묘) 21기이다. 고분은 둥근 봉분이 남아 있고 묘제는 네모꼴이다. 옆벽은 모두 냇돌로 쌓았고 주실의 동쪽이나 서쪽에 반드시 구덩식돌덧널로 된 부곽을 나란히 배치하여 주실과 부곽이 조화를 이루고 있는 다곽묘이다. 고분 주위에 퍼져 있는 작은 구덩식돌덧널무덤은 크게 파괴되어 완전하게 모습이 남아 있는 예는 하나도 없으며 역시 냇돌로 쌓은 일반적인 형태이다. 유물은 토기류, 철기류, 장신구류 등 200여 점이 출토되었는데 대부분이 토기이다. 연대는 대개 5세기 후반에서 6세기 초로 추정한다.
함양 백천리무덤들은 지금까지 문헌에 나타나지 않은 가야소국 하나가 이 지역에 있었다는 사실을 보여 주며 이 지방 무덤과 문화 연구에 중요한 자료가 되고 있다.

## 참고 자료
- 함양 백천리 고분군 - 국가유산청 국가유산포털